# Hallbera Guðný Gísladóttir
Hallbera Guðný Gísladóttir (født 14. september 1986) er en islandsk fodboldspiller, der spiller den svenske klub Djurgårdens IF i Damallsvenskan og for Islands landshold. Hun har tidligere spillet for den italienske Serie A klub ASD Torres Calcio og for de islandske klubber Breiðablik og Valur.
Selv om hun mest har spillet som venstre back, så kan hun også spille som venstre fløjspiller.